# Tauragė
Tauragė este reședința județului Tauragė  din Lituania.